# ارتش یکم تانک گارد
ارتش یکم تانک گارد (انگلیسی: 1st Guards Tank Army) یک ارتش تانک از نیروهای زمینی روسیه است، که به‌عنوان زیرمجموعه منطقه نظامی مسکو فعالیت می‌کند. این ارتش ریشه در ارتش اول تانک دارد که دو بار در ژوئیه ۱۹۴۲ و ژانویه ۱۹۴۳ تشکیل شد و در ژانویه ۱۹۴۴ به ارتش اول تانک گارد تبدیل شد. این ارتش در طول جنگ جهانی دوم به‌عنوان بخشی از ارتش سرخ در جبهه شرقی جنگید. این ارتش در بیشتر دوران جنگ توسط میخائیل کاتوکوف فرماندهی می‌شد.
این ارتش در طول نبرد آبی در حالت دفاعی جنگید و در نهایت تا حدی نابود و در نهایت منحل شد. پس از اصلاحات آن در سال ۱۹۴۳، در نبرد کورسک، عملیات پروسکوروف-چرنوتسی، حمله لویو–ساندومیژ، حمله ویستولا-اودر و نبرد برلین شرکت کرد. پس از جنگ، این ارتش به‌عنوان بخشی از گروه نیروهای شوروی در آلمان شرقی مستقر شد.
پس از پایان جنگ سرد و خروج واحدهای شوروی از آلمان، ارتش یکم تانک به اسمولنسک منتقل و در سال ۱۹۹۹ منحل شد. این ارتش در سال ۲۰۱۴ به‌عنوان بخشی از گسترش نظامی روسیه اصلاح و سازماندهی مجدد شد. ارتش یکم تانک در حمله روسیه به اوکراین جنگید، جایی که ادعا می‌شود پس از عقب‌نشینی‌های نهایی از شمال و بعداً خارکف، تلفات سنگینی متحمل شده است.